# Marcos (automóveis)
Marcos é uma construtora inglesa de carros esportivos com sede em Luton, Bedfordshire fundada em 1959 por Jem Marsh e Frank Costin.

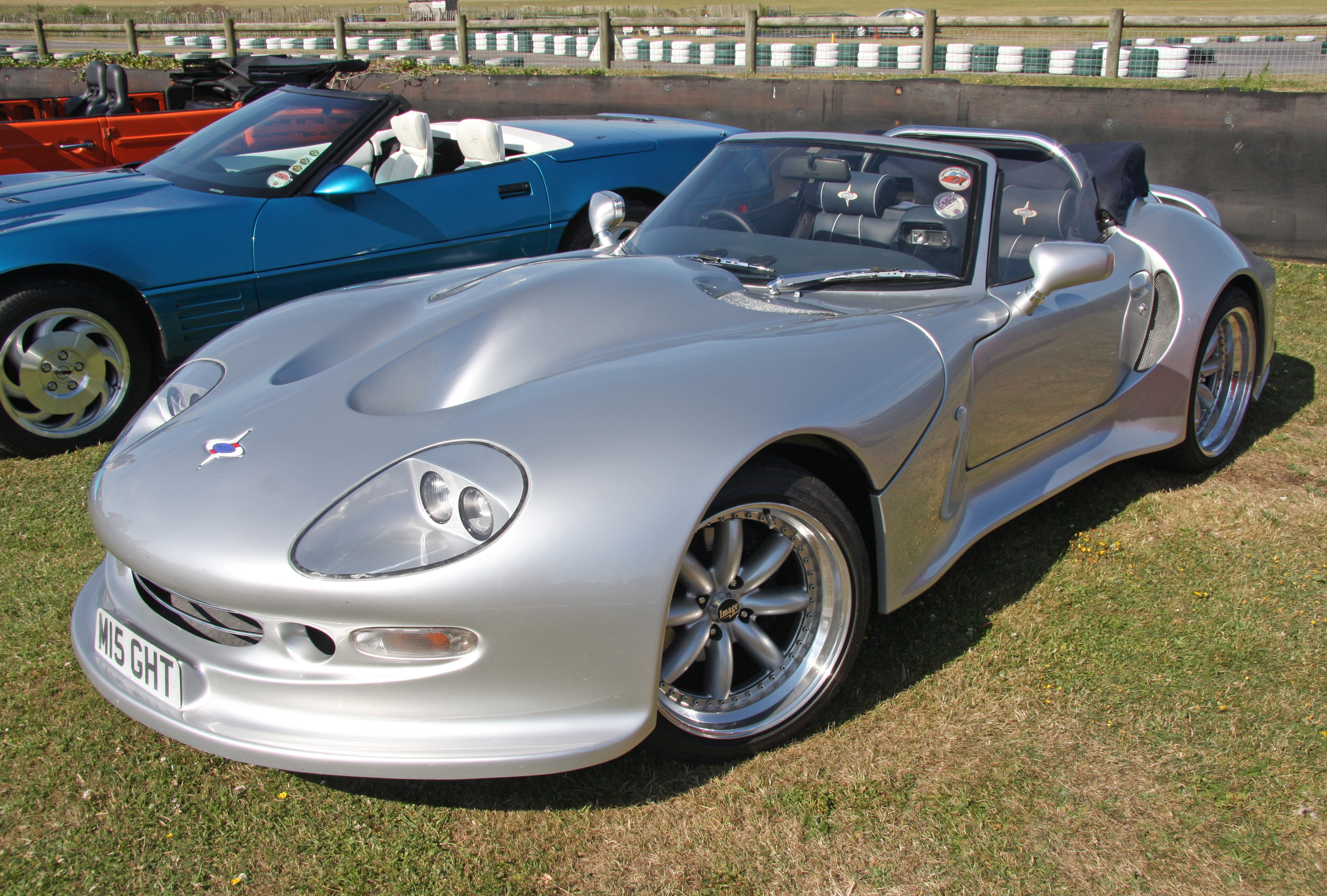
Marcos Mantis.

## Modelos
- Marcos GT
- Mini Marcos
- Marcos Mantis GT
- Marcos Mantula

- Marcos Mantis
- Marcos Maricas
- Marcos Xatar